# Pol-Mot

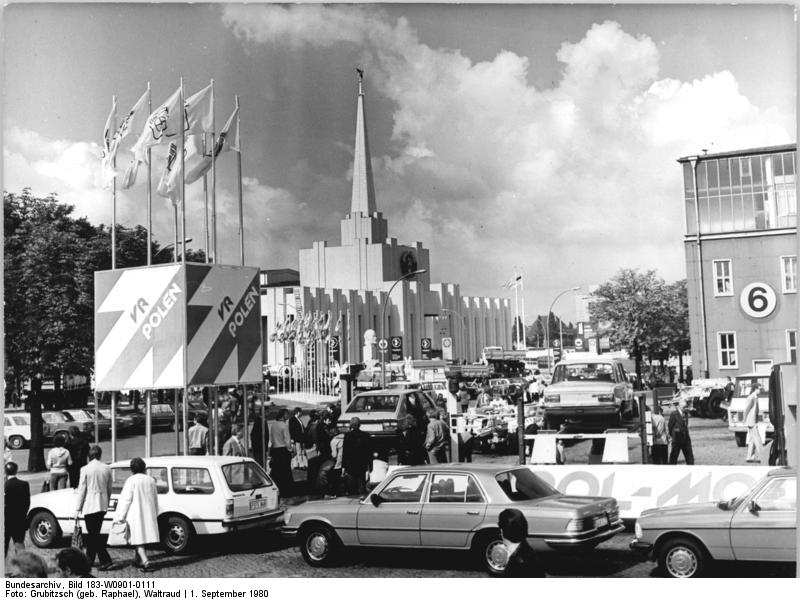
Stand van Pol-Mot op de Leipziger Herbstmesse 1980 met FSO Polonez, Polski Fiat 125p en FSC Żuk.

Pol-Mot is een Pools concern gevestigd in Warschau en is voornamelijk actief in de voertuigindustrie (productie en import van auto's en productie van landbouwmachines) en heeft daarnaast aandelen in talrijke bedrijven, onder andere in de expeditie- en bouwsector en de opwekking van duurzame energie.

## Geschiedenis
In 1968 werd het staatsbedrijf Pol-Mot opgericht als buitenlandse handelsonderneming van de Volksrepubliek Polen voor voertuigen (auto's, vrachtwagens, speciale voertuigen) en onderdelen en machines voor de productie, assemblage en onderhoud daarvan.
De export bereikte bijna alle continenten, terwijl de import het aanbod op de thuismarkt aanvulde en onderdelen leverde voor de productiebehoeften. Het bedrijf leverde ook een bijdrage aan de ontwikkeling van de Poolse voertuigindustrie door licentiecontracten met Fiat, Berliet, ZF, Armstrong, Steyr en Wabco Westinghouse af te sluiten.
Na de val van het communisme in Polen in 1989 werd het bedrijf tussen 1990 en 1996 volledig geprivatiseerd en omgezet in een naamloze vennootschap. In de vroege jaren negentig begon daartoe de herstructurering met het doel nieuwe economische branches te creëren of zich daarbij aan te sluiten. Deze waren vaak niet verbonden met eerdere activiteiten, op die manier werd een holdingstructuur gebouwd. Tegenwoordig bezit Pol-Mot elf dochterondernemingen.

### Ursus

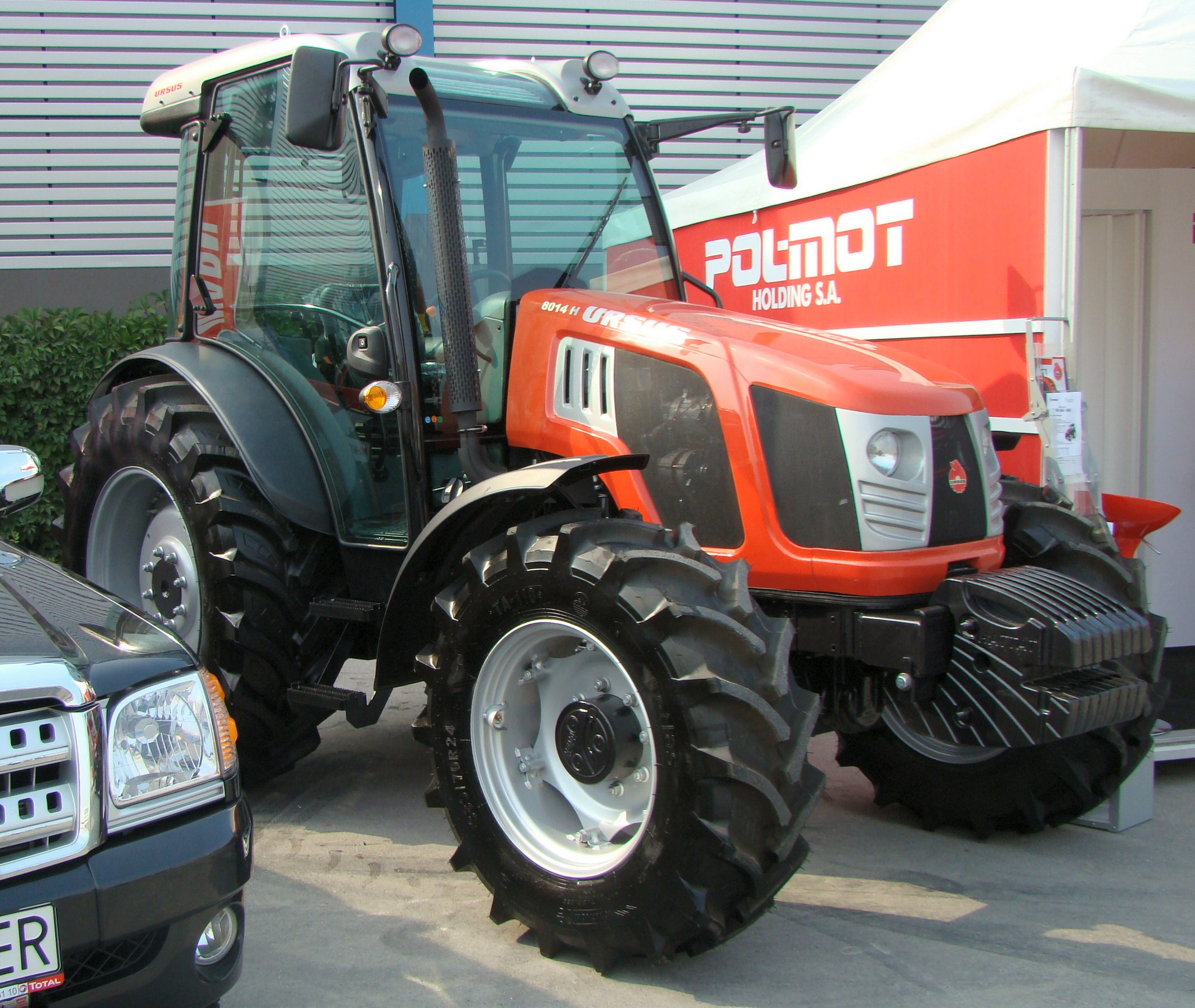
Een als Ursus geproduceerde tractor van Pol-Mot (model Ursus 8014H)

In 1997 kocht Pol-Mot de oorspronkelijk in 1946 in Dobre Miasto opgerichte landbouwwerktuigenfabrikant WFMR Agromet-Warfama op en bracht het bedrijf in 2007 onder de naam Pol-Mot Warfama SA naar de Effectenbeurs van Warschau. In 2011 kocht Pol-Mot uiteindelijk meer dan 45 procent van de aandelen van de in 1893 in Warschau opgerichte tractorfabrikant Ursus SA, die in 2006 failliet was gegaan en voor die tijd meerdere keren van eigenaar was gewisseld.
Na het samenvoegen van de productielocaties naar Lublin werden alle door Pol-Mot gebouwde tractoren, landbouwmachines, autobussen en andere producten uitsluitend nog onder de merknaam Ursus verkocht. De productie vindt plaats op het terrein van FSC Lublin. De producten worden wereldwijd verkocht, met het zwaartepunt in Europa, Azië en Afrika.